# Podu Ilfovățului
Podu Ilfovățului – wieś w Rumunii, w okręgu Giurgiu, w gminie Buturugeni. W 2011 roku liczyła 33 mieszkańców.